# Empower Field at Mile High
Das Empower Field at Mile High ist ein Football-Stadion in der US-amerikanischen Stadt Denver im Bundesstaat Colorado. Die Sportstätte wird vor allem für die Heimspiele der Denver Broncos aus der National Football League (NFL) genutzt. Das Fußball-Franchise der Colorado Rapids aus der Major League Soccer (MLS) trug seine Partien von 2001 bis 2006 im Mile High aus, bevor man 2007 in den neuen Dick’s Sporting Goods Park umzog.

## Geschichte
Am 17. August 1999 begannen die Arbeiten an der neuen Heimat der Broncos. Nach zwei Jahren wurde das Stadion am 11. August 2001 eingeweiht. Das erste NFL-Spiel der Regular Season fand am 10. September 2001 vor 75.735 Zuschauern zwischen den Denver Broncos und den New York Giants (31:20) statt. Das neue Stadion ersetzte das 1948 eingeweihte Mile High Stadium in unmittelbarer Nachbarschaft. Es wurde 2001 abgerissen und auf der freien Fläche Parkplätze für das neue Mile High angelegt.
Mit dem Sports Authority Field at Mile High wurde ein sechsjähriges Sportstätten-Bauprogramm der Stadt Denver abgeschlossen, welches auch das Baseballstadion Coors Field und die Mehrzweckhalle Pepsi Center einschloss. Das Footballstadion wurde seither aber gelegentlich auch für andere Veranstaltungen genutzt. Im August 2003 trat die Heavy-Metal-Band Metallica vor der Rekordkulisse von 100.000 Zuschauern im Sports Authority Field at Mile High auf. Rund 84.000 Menschen waren dabei, als der seinerzeit demokratische Senator von Illinois Barack Obama am 28. August 2008 in seiner weltweit beachteten Rede die Nominierung zur Präsidentschaftskandidatur annahm. Die Bezeichnung des Stadions „Mile High“ leitet sich von der Höhe über dem Meeresspiegel ab. Mile High Stadium liegt in etwa eine Meile (1.609 Meter) über Normalhöhennull, damit ist das Sports Authority at Mile High das höchstgelegene Stadion der NFL.
2016 ging der Namensgeber des Stadions, der Sportartikelhändler Sports Authority in die Insolvenz (Chapter 11). Im April und Juli 2016 zeigten die Marihuana-Produzenten Native Roots und O.penVAPE Interesse am Erwerb der Namensrechte. Das Vorhaben wäre aber wohl an einem Veto der NFL gescheitert und auch die Broncos würden vorerst lieber den bisherigen Namen beibehalten. Anfang August 2016 erwarben die Denver Broncos selbst die Namensrechte am Stadion. Das Ziel ist der Verkauf an einen finanzstarken Sponsor, der etwa neun Mio. Euro jährlich zahlt. Die Einnahmen sollen in die Modernisierung des Stadions fließen. Die Denver Broncos rechnen in den nächsten 30 Jahren mit Renovierungskosten von 270 Mio. Euro. Im Januar 2018 wurden die Schilder mit dem Stadionnamen abmontiert. Die Denver Broncos waren weiterhin auf der Suche nach einem neuen Namenssponsor.
Im Juni 2018 erhielt die Spielstätte den temporären Namen Broncos Stadium at Mile High, bis ein neuer, zahlungskräftiger Sponsor gefunden ist. Dieser wurde am 4. September 2019 mit Empower Retirement, einem Altersvorsorger mit Sitz in Denver, gefunden. Der Sponsorvertrag wurde über 21 Jahre bis 2039 abgeschlossen.

## Zahlen und Fakten
- 400,7 Mio. US-Dollar Baukosten[8]
- 76.125 Zuschauerplätze (davon 8.200 Clubsitze)
- 144 Luxus-Suiten
- 158.000 m² Fläche
- 65.000 m³ Beton verbaut
- 195,000 m² Asphalt-Oberflächen
- 91 t Aluminium
- 12.000 t Baustahl
- 3.861.000 Arbeitsstunden
- 130.000 Ziegelsteine